# Finale a sorpresa (romanzo)
Finale a sorpresa (Envy, 2001) è un romanzo giallo della scrittrice e giornalista statunitense Sandra Brown.

## Trama
Il romanzo è ambientato nel mondo dell'editoria, in cui invidia e sete di successo portano la giovane Maris Matherly (proprietaria di una casa editrice) a scoprire la vera natura del marito e del misterioso scrittore Parker.